# Ponthoux
Ponthoux – miejscowość i dawna gmina we Francji, w regionie Burgundia-Franche-Comté, w departamencie Jura. W 2013 roku jej populacja wynosiła 84 mieszkańców. 
1 stycznia 2016 roku połączono dwie wcześniejsze gminy: Lavans-lès-Saint-Claude oraz Ponthoux. Siedzibą gminy została miejscowość Lavans-lès-Saint-Claude, a nowa gmina przyjęła jej nazwę. 